# Watertoren (Aalten)
De watertoren in Aalten is ontworpen door de Lochemse architect G.J. Postel Hzn in de stijl van de Delftse School en werd gebouwd in 1943.
De watertoren ligt ten noorden van het dorp, aan de Ringweg, heeft een hoogte van 37,15 meter en heeft twee waterreservoirs van 375 m³ en 195 m³.
De toren is een gemeentelijk monument en niet meer geopend voor bezichtiging.
Aalten · 
Arnhem ·
Berg en Dal ·
Bontebrug ·
Culemborg ·
Doetinchem ·
Doorwerth ·
Ede ·
Eibergen ·
Ermelo ·
Harderwijk ·
Leur ·
Lochem · 
Nijkerk ·
Nijmegen ·
Oosterbeek ·
Radio Kootwijk ·
Tiel 
(Oude ·
Nieuwe) ·
Ulft ·
Wageningen
(Generaal Foulkesweg · Belvedère) ·
Winterswijk ·
Wolfheze ·
Zaltbommel
(Oude · Nieuwe) ·
Zutphen
(Drogenapstoren · Warnsveldseweg) ·